# Ann-Kristin Achleitner
Ann-Kristin Achleitner (* 16. März 1966 als Ann-Kristin Koberg in Düsseldorf) ist eine deutsche Wirtschaftswissenschaftlerin an der TUM School of Management. Die Professorin für Betriebswirtschaftslehre betätigt sich ferner als Risikokapitalgeberin und ist Mitglied in den Aufsichtsräten verschiedener börsennotierter Konzerne.

## Leben
Ann-Kristin Koberg wurde 1991 in Wirtschaftswissenschaften und 1992 in Rechtswissenschaften promoviert. Von 1992 bis 1994 war sie Dozentin für Finanzierungslehre und Externe Revision an der Universität St. Gallen und hat in dieser Zeit ihre Habilitationsschrift angefertigt zum Thema „Die Normierung der Rechnungslegung: Eine vergleichende Untersuchung unterschiedlicher institutioneller Ausgestaltungen des nationalen und internationalen Standardsetzungsprozesses“. Sie war die erste Frau, die sich in St. Gallen habilitierte.
Als Unternehmensberaterin war sie von 1991 bis 1992 für die MS Management Service AG, St. Gallen, und von 1994 bis 1995 für McKinsey in Frankfurt am Main tätig.
Von 1995 bis 2001 hatte Ann-Kristin Achleitner als Professorin den Stiftungslehrstuhl Bank- und Finanzmanagement an der EBS Universität für Wirtschaft und Recht inne, bevor sie 2001 den KfW-Stiftungslehrstuhl für Entrepreneurial Finance an der Technischen Universität München übernahm. Im Jahr 2020 verlieh die Technische Universität München ihr den Titel „TUM Distinguished Affiliated Professor“. Neben der Tätigkeit an der TU München hat Achleitner eine Gastprofessur an der Universität St. Gallen inne.
Von 2009 bis 2012 gehörte Achleitner dem Verwaltungsrat der Schweizer Privatbank Vontobel an. 2010 war sie Co-Gründerin der Social Entrepreneurship Akademie in München und gehörte bis 2013 deren Beirat an. Von 2011 bis 2017 war sie Mitglied des Aufsichtsrats der Metro Group AG und von 2012 bis 2019 Mitglied im Board of Directors des französischen Energieunternehmens Engie SA. Ferner war sie von 2016 bis 2019 Mitglied des Aufsichtsrats der Deutschen Börse AG. Seit 2011 ist sie Mitglied des Aufsichtsrats von Linde. Seit Januar 2013 ist sie außerdem im Aufsichtsrat der Münchener Rück vertreten. Seit 1. Oktober 2020 gehört Achleitner als unabhängiges Mitglied dem Advisory Board der Eigentümer der Techem GmbH an.
Im Dezember 2009 wurde Achleitner als Testimonial für die Initiative Neue Soziale Marktwirtschaft aktiv. Sie engagierte sich im Rahmen einer PR-Kampagne für die Aussage „Soziale Marktwirtschaft macht's besser… weil durch Wettbewerb Innovationen entstehen“.
Seit 2018 ist Achleitner Mitglied im International Advisory Board von Investcorp, einer in Bahrain ansässigen Beteiligungsgesellschaft.
Seit Mai 2024 ist Achleitner Mitglied im Aufsichtsrat der Deutsche Post AG (DHL).

## Mitgliedschaften
- Ann-Kristin Achleitner ist Mitglied der Trilateralen Kommission in Europa.[16]
- Kuratorium des Institute for Advanced Study (IAS)
- Präsidium der Deutschen Akademie der Technikwissenschaften (acatech)[17]
- Kuratorium des ifo Instituts[18]
- Global Future Council on Europe, World Economic Forum (WEF)[19]
- Zukunftsrat der Bundesregierung für die 20. Legislaturperiode[20]

## Privatleben
Sie ist seit 1994 mit dem österreichischen Wirtschaftsmanager Paul Achleitner verheiratet, den sie während des Studiums in St. Gallen kennengelernt hatte. Die beiden haben drei Kinder.

## Unternehmerische Aktivitäten
Ann-Kristin Achleitner ist Minderheitsgesellschafterin der Dieter Schwarz Stiftung gGmbH mit Sitz in Neckarsulm.

## Schriften
Eine Auswahl der Veröffentlichungen Achleitners:
- Die Normierung der Rechnungslegung. Eine vergleichende Untersuchung unterschiedlicher institutioneller Ausgestaltungen des nationalen und internationalen Standardsetzungsprozesses. Treuhand-Kammer, Zürich 1995, ISBN 3-908567-35-1.
- Handbuch Investment Banking. 3. Auflage. Gabler, Wiesbaden 2000, ISBN 3-409-34184-6.
- mit Werner G. Seifert, Frank Mattern, Clara C. Streit, Hans-Joachim Voth: European Capital Markets. Macmillan, London 2000, ISBN 0-333-92436-3.
- mit Jean-Paul Thommen: Allgemeine Betriebswirtschaftslehre. Umfassende Einführung aus managementorientierter Sicht. 6. Auflage. Gabler, Wiesbaden 2009, ISBN 978-3-8349-1325-8.

## Auszeichnungen
- 1992: Professor Walther Hug Preis
- 1998: Global Leader for Tomorrow, gewählt vom Weltwirtschaftsforum
- 2004: Pro meritis scientiae et litterarum
- 2005: Initiativpreis der Stiftung Industrieforschung
- 2005: Preis für Gute Lehre des Freistaats Bayern
- 2006: Professor des Jahres in der Kategorie Wirtschaftswissenschaften/Jura, verliehen vom Magazin UNICUM[23]
- 2007: Bundesverdienstkreuz am Bande
- 2012: Top 25 in Deutschlands wichtigste Managerinnen, Financial Times Deutschland
- 2014: Bundesverdienstkreuz 1. Klasse
- 2017: Ehrendoktorat der Leuphana Universität Lüneburg[24]
- 2019: Bayerischer Verdienstorden